# Mo Yi
Mo Yi (莫毅), né le 6 avril 1958 à Lhassa, est un photographe contemporain chinois, considéré comme l'une des figures de la photographie artistique chinoise, il se distingue par son style post-moderne, son approche humaniste, ainsi que son engagement politique et social.

## Biographie
Ses parents, ayant suivi l’appel du parti communiste chinois à travailler au Tibet, s’installent à Lhassa dans les années 1950. C'est au Tibet que sa carrière de footballeur a commencé : il rejoint l’équipe de la région autonome en 1973 pour finir dans l’équipe de Tianjin, ville industrielle au nord-est de Pékin. Ce changement drastique de paysage l’a poussé vers des interrogations internes, la photographie a été choisie comme son outil d’expression à partir de 1982.
Photographe autodidacte, il a réalisé une première série d’œuvres sur le paysage ainsi que des portraits, avant de se tourner vers des sujets plus délicats comme la foule, les émotions.
En 1986, Mo Yi dédie sa première série importante aux pères, photographiant des vieillards. Cette série humaniste d’un style neutre et documentaire ne sera exposée qu’en 2013.
Il commence son travail dans un autre style plus personnel en 1987, avec Tumultes, où il utilise des expositions longues pour représenter les mouvements de la foule. Pendant ce temps, il est employé en tant que chargé de communication au sein de l’hôpital de Tianjin.
Un mètre, la vue derrière moi est un de ses projets expérimentaux ayant connu le plus de succès. Dans cette série, il réalise des autoportraits en attachant son appareil photo sur son cou, à la manière d’un « selfie-stick », tout en marchant sur les ruelles de la ville.
En juin 1989, il évoque les mouvements étudiants pro-démocratiques en se mettant en scène. Dans sa performance Partez !, (Chinois : « 去也 »), il manifeste dans la rue, vêtu d’une robe blanche où il a écrit : « Riant, je porte le deuil de la mort de l’ancien système féodal ; criant, je remercie la naissance de la démocratie ». À la suite de ces évènements, il est emprisonné.
Cependant, son approche n’est pas entièrement politique ; durant toute sa carrière, la ville et les conflits qui y résident sont ses sujets de choix. Il explique ainsi ses séries urbaines : « Pour moi, il y a une contradiction dans les villes, d'un côté c'est civilisé, avec des voitures, des ordinateurs, de l'autre il y a la pollution, la saleté, je ne sais pas comment l'exprimer, donc j'ai recours au flou. [...] Mais mon but n'est pas la critique ou l'attaque. Cependant, en raison de la politique en Chine, des changements rapides dans la société et de mon caractère, cela peut être considéré comme tel ».
Pour des raisons politiques, c’est finalement au Japon que sa première exposition personnelle City Space a eu lieu, au Zeit-Photo Salon, Tokyo, en 1996. Dans les années 1990, il commence son travail sur le projet Je suis un chien, où il choisit un point de vue particulièrement bas pour prendre en photo le paysage urbain.
Ses travaux des années 1990 et 2000 s’inscrivent dans la continuité de ses œuvres précédents, il reçoit le 1er Prix lors du Festival international de la photographie de Pingyao en 2008 pour l’ensemble de son travail.

## Distinctions
- Prix de la Fondation Manuel Rivera-Ortiz[5]

## Expositions personnelles
- 2015 : Eyewitness, Fondation Manuel Rivera-Ortiz, Arles
- 2013-2014 : Retrospective of Mo Yi: 1982-1999, C14 Gallery, Shanghai
- 2013 : Of illusory memories – red songs, +3 Gallery, Tokyo
- 2010 : Me in My Scenery, Three Shadows Photography Art Center, Pékin
- 2010 : My Illusory City-1987 1998 2008, Arles In Beijing, Pékin
- 2009 : 20 Years, 22 Skies-115 Rooms in Hotel Adina, Germany, Performance, publié par Goethe Institute/ Weihong Jin
- 2008 : That Year That Month, Lianzhou International Art Festival
- 2008 : The Community, Pingyao International Photography Festival
- 2008 : Me and the Scenery of My Habitation, Beijing Songzhuang Art Museum, Pékin
- 2008 : Fragile-The Tibet, Beijing Jiushi Gallery, Pékin
- 2007 : Retrospective of Mo Yi, Walsh Gallery, Chicago
- 2005 : Landscape with red color, installation, Lianzhou International Art Festival
- 2005 : The City Which Breathes in the Village, installation, Xijingyu village, Jixian county
- 1999 : Dancing streets, Zeit Foto Salon, Tokyo
- 1996 : Photos in the Alley, performance interactive , Tianjin old town
- 1996 : City Space, Zeit Fotop Salon, Tokyo
- 1989 : Go, 1989, performance, Tianjin
- 1988 : Expressions of the Streets China 1988-1990, performance art, Binjiangdao Street, Tianjin

## Collections permanentes
- Tate Modern
- Musée des beaux-arts de Houston
- Bibliothèque et Archives Canada
- Musée des beaux-arts de Guangdong
- Nanjing Square Gallery of Contemporary Art
- Zeit Foto Salon, Japon